# 阮壽松
阮壽松（1822年—？年），字子岩、一字志伊，號牖雲、一号星垣，江西省南昌府新建縣人，道光二十七年（1847年）丁未科進士。

## 生平
刑部主事。
江南道御史。
同治六年二月十三日丁酉（1867年3月18日），列京察一等鈐出人員覲見，奉旨交軍機處記名以道府用。